# Alfred Gomolka

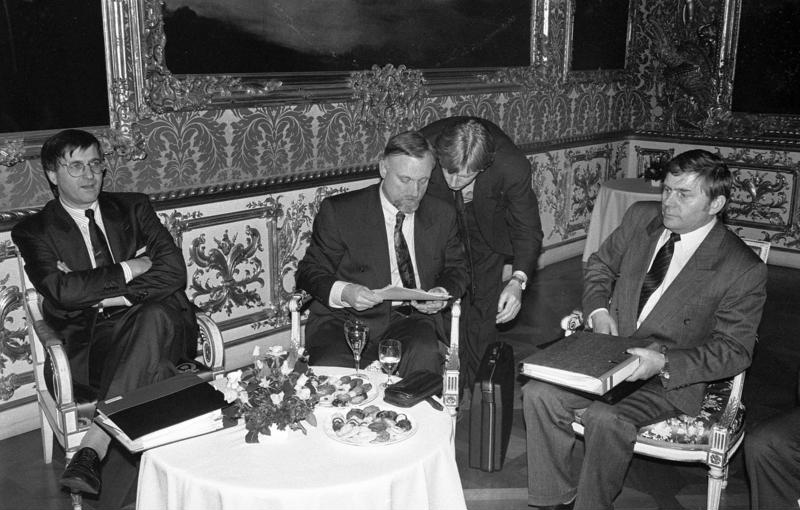
Alfred Gomolka (rechts)

Alfred Gomolka (* 21. Juli 1942 in Breslau; † 24. März 2020 in Loitz) war ein deutscher Politiker (CDU). Er war von 1990 bis 1992 der erste Ministerpräsident des neu gegründeten Landes Mecklenburg-Vorpommern.

## Leben und Beruf
Nach dem Abitur 1960 in Eisenach studierte Gomolka bis 1964 Geographie und Germanistik in Greifswald. 1965 legte er seine Prüfung zum Diplom-Geographen ab. Er war ein Jahr als Lehrer in Sollstedt tätig und arbeitete von 1967 bis 1979 als wissenschaftlicher Assistent am Geographischen Institut der Ernst-Moritz-Arndt-Universität Greifswald. 1971 erfolgte hier seine Promotion (Dissertation A) mit der Arbeit Untersuchungen über die Küstenverhältnisse und die Küstendynamik des Greifswalder Boddens und 1988 schließlich die Habilitation (Dissertation B) mit der Arbeit Untersuchungen über geomorphologische Veränderungen an Boddenküsten in den letzten drei Jahrhunderten unter besonderer Berücksichtigung des Greifswalder Boddens.
Von 1979 bis 1983 war Gomolka Stadtrat für Umweltschutz und Wasserwirtschaft beim Rat der Stadt Greifswald und bis 1984 Stadtrat für Wohnungspolitik. Ab 1985 war er erneut Assistent, ab 1989 Dozent für physische Geographie an der Universität Greifswald.
Von 1992 bis zu seiner Emeritierung 2007 war er Professor für Raumordnung und Landeskunde an der Universität Greifswald. Seine hydrographischen Gutachten über die Küstenverhältnisse im Greifswalder Bodden werden noch heute verwendet, etwa für den Bau der Nord-Stream-Pipeline in Lubmin. Im Fischerhafen Freest am Peenestrom befindet sich eine große Schautafel mit Ergebnissen seiner wissenschaftlichen Forschungsarbeit über die Küstenverhältnisse der Insel Ruden.

## Privates
Alfred Gomolka war verheiratet und hatte vier Kinder. Er starb 2020 im Alter von 77 Jahren.

## Partei

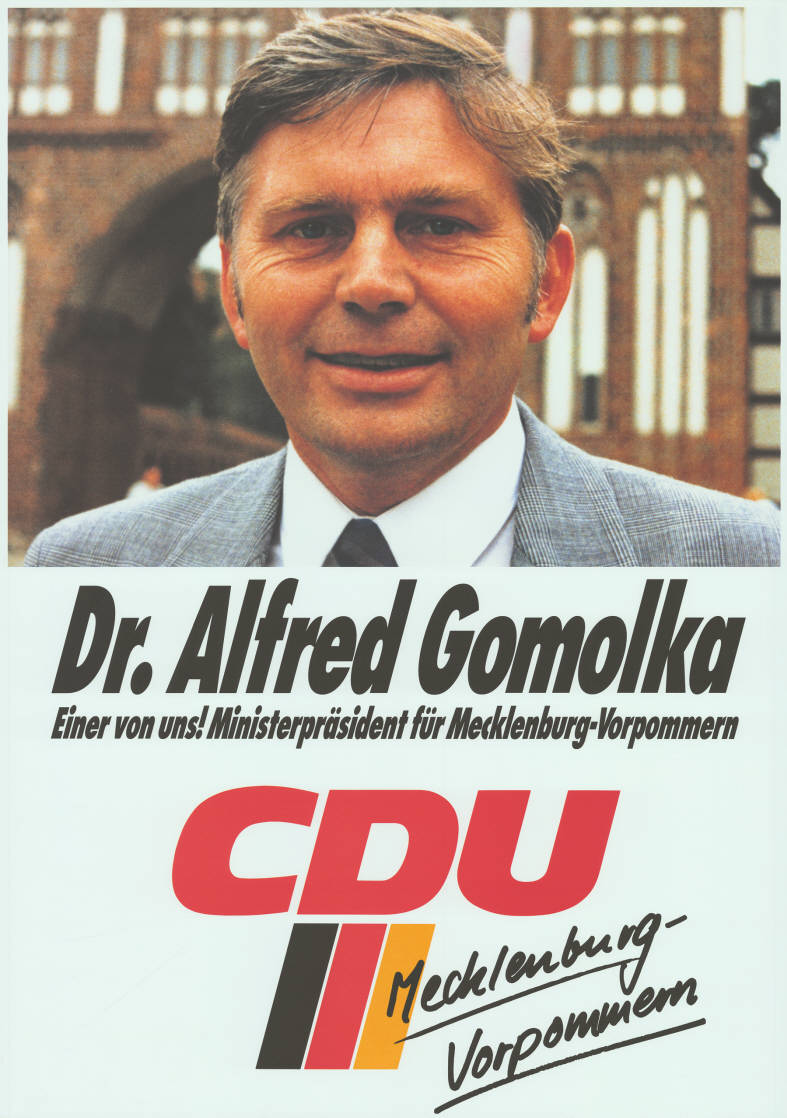
Kandidatenplakat zur Landtagswahl in Mecklenburg-Vorpommern 1990

1960 wurde Alfred Gomolka Mitglied der CDU der DDR. 1968 trat er wieder aus, wurde aber 1971 erneut Mitglied der DDR-Blockpartei. Von 1974 bis 1984 war er Mitglied im CDU-Kreisvorstand Greifswald. Nach der friedlichen Revolution in der DDR 1989 war er von Februar bis November 1990 und erneut von 1992 bis 2001 Kreisvorsitzender der CDU in Greifswald. Er war außerdem lange Zeit Mitglied im CDU-Landesvorstand von Mecklenburg-Vorpommern.
Am 24. November 2009 wurde Gomolka zum Landesvorsitzenden der Senioren-Union Mecklenburg-Vorpommern gewählt. Am 4. März 2015 übergab Gomolka das Amt an Helga Karp. Gomolka war seitdem Ehrenvorsitzender der Senioren-Union Mecklenburg-Vorpommern.

## Abgeordneter
Alfred Gomolka war Mitglied der 10. Volkskammer der DDR (5. April bis 2. Oktober 1990), die erstmals in freier Wahl bestimmt wurde. Anschließend war er Mitglied des Landtags von Mecklenburg-Vorpommern in dessen erster Wahlperiode (26. Oktober 1990 bis 14. November 1994).
Vom 19. Juli 1994 bis zum 13. Juli 2009 war Gomolka Mitglied des Europäischen Parlaments. Als CDU-Mitglied gehörte er der EVP-ED-Fraktion an. Er leitete die „Delegation für die Beziehungen zu Lettland“ bzw. die „Delegation im Gemischten Parlamentarischen Ausschuss EU – Lettland“. Diese Arbeitsgruppe des Europäischen Parlaments prüfte und befürwortete letztlich den Antrag Lettlands auf Mitgliedschaft in der Europäischen Union. Nach dem lettischen EU-Beitritt wurde Gomolka 2007 der Drei-Sterne-Orden verliehen, die höchste Auszeichnung Lettlands für ausländische Staatsbürger.

## Ministerpräsident

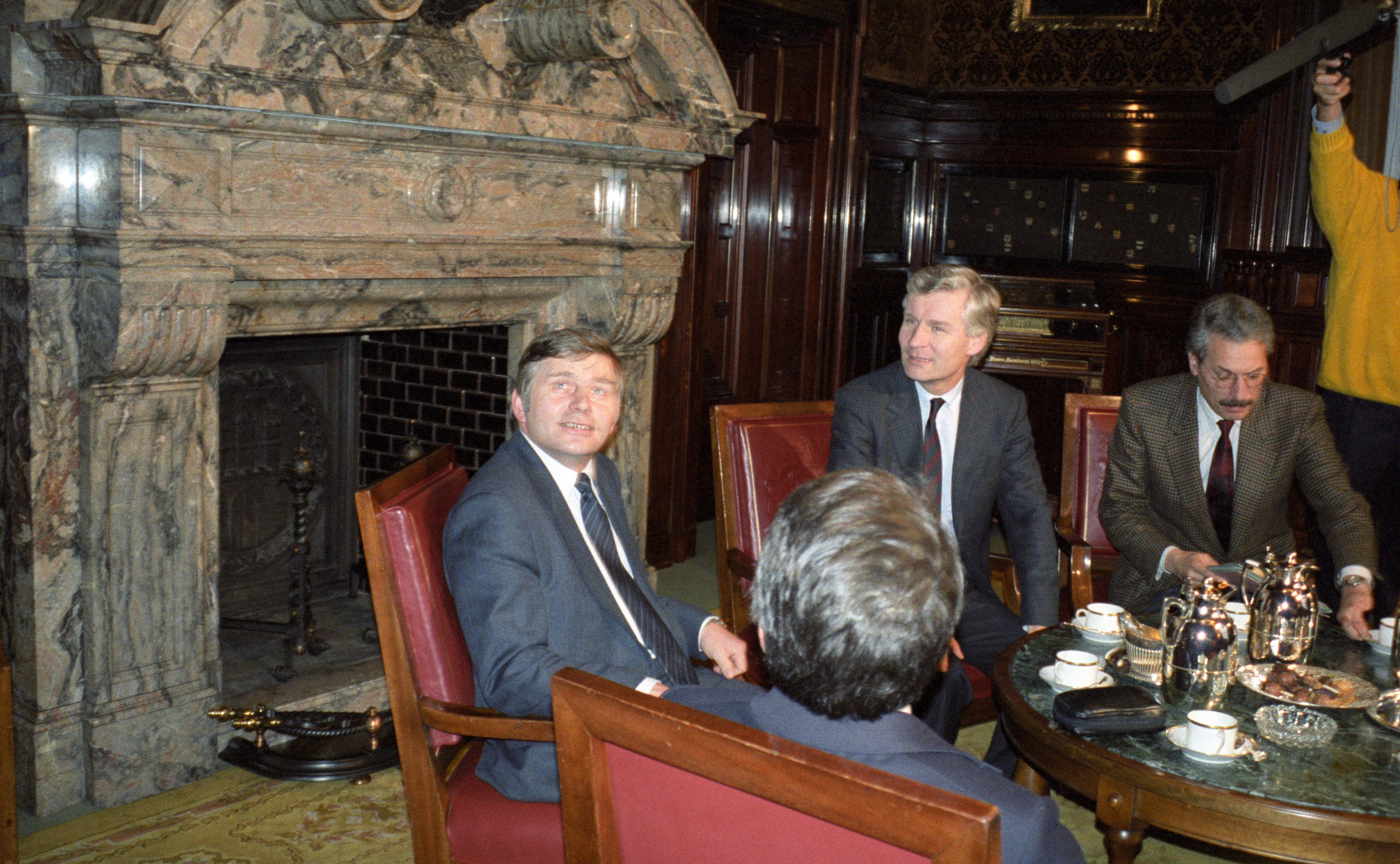
Erster Besuch des Ministerpräsidenten Alfred Gomolka bei Hamburgs Erstem Bürgermeister Henning Voscherau

Nach der ersten Landtagswahl im wieder hergestellten Land Mecklenburg-Vorpommern vom 14. Oktober 1990 kam es zur Bildung einer Koalition aus CDU und FDP. Am 27. Oktober 1990 wurde Alfred Gomolka vom Landtag mit 36 Stimmen gegen 29 Stimmen und bei einer Enthaltung zum ersten Ministerpräsidenten des Bundeslandes Mecklenburg-Vorpommern gewählt. Am 1. November 1991 trat er das Amt des Präsidenten des Bundesrates an; damit wurden die neuen Länder in den traditionellen Turnus der Bundesratspräsidentschaft gemäß der Königsteiner Vereinbarung eingereiht. Gomolkas Präsidentschaft endete jedoch vorzeitig mit seinem Ausscheiden aus der Landesregierung am 19. März 1992.
Anfang 1992 geriet Gomolka in der sogenannten Werftenkrise um den Verkauf des ehemaligen DDR-Schiffbaukombinats an die Bremer Vulkan AG unter Druck. Gomolka wehrte sich als einziger deutscher Politiker gegen den vollständigen Verkauf des ostdeutschen Schiffbaukombinates an das bremische Unternehmen, da er einen Ausverkauf der produktiven Schiffbauindustrie zu Gunsten der westdeutschen Konkurrenz befürchtete. Der Landesvorsitzende der CDU Mecklenburg-Vorpommern und Bundesminister für Verkehr Günther Krause betrieb die Ablösung des sich gegen den Verkauf sträubenden Ministerpräsidenten. Die Situation spitzte sich zu, als Gomolka am 13. März 1992 den Minister für Justiz, Bundes- und Europaangelegenheiten Ulrich Born (CDU) wegen „Illoyalität“ aus seinem Amt entließ. Daraufhin entzog ihm die CDU-Landtagsfraktion unter der Führung ihres Vorsitzenden Eckhardt Rehberg das Vertrauen. Am 16. März 1992 erklärte Gomolka seinen Rücktritt vom Amt des Ministerpräsidenten, am 19. März wurde der bisherige Generalsekretär der CDU Mecklenburg-Vorpommern Berndt Seite vom Landtag zu seinem Nachfolger gewählt.

## Gesellschaftliche Ämter
Alfred Gomolka war Vizepräsident der Paneuropa-Union Deutschland. Bis 2009 war er auch Vorsitzender der Schutzgemeinschaft Deutsche Ostseeküste e. V. Ebenfalls war er Vorsitzender des ITER Förderverbandes Region Greifswald e. V., der die Standortbewerbung des ehemaligen Kernkraftwerkes Lubmin bei Greifswald für den Fusionsforschungsreaktor ITER umsetzte. Nachdem Ministerpräsident Harald Ringstorff (SPD) die fertige Bewerbung nicht weitergeleitet hatte und Bundeskanzler Gerhard Schröder (SPD) im Jahr 2003 die Zusage seines Amtsvorgängers Helmut Kohl (CDU), die Bewerbung zu unterstützen, zurückgezogen hatte, wurde der Verein aufgelöst. Am Standort des geplanten ITER in Lubmin entstand nur wenige Jahre später die Anlandestation der Pipeline Nord Stream des russischen Energiekonzerns Gazprom. Hinweise, wonach Gerhard Schröder die ITER-Standortbewerbung im Hinblick auf seine spätere Tätigkeit für Gazprom und Nord Stream zurückgezogen habe, konnten nicht belegt werden.